# Gurvanbulag (distrikt i Bulgan)
Gurvanbulag (mongoliska: Гурванбулаг Сум, Гурванбулаг, Gurvanbulag Sum) är ett distrikt i Mongoliet.   Det ligger i provinsen Bulgan, i den centrala delen av landet, 260 km väster om huvudstaden Ulaanbaatar.